# Emma Nelson
Emma Mathilda Nelson född 11 mars 1833 på Västhorja egendom i Värnamo, död 28 februari 1873 på Nolby sätteri i By socken, Värmlandsnäs, Värmland, var en svensk dilettant tecknare och målare. 
Hon var dotter till godsägaren Hans Gudmund Sager och Lovisa Hammarlind och mor till konstnären Olof Sager-Nelson.
Hennes konst består av teckningar i kol och färgkrita, av hennes oljemålningar är bara verket Nolby gård känt, övriga målningar är spridda till privatpersoner och förekommer sällan på auktioner.